# Enthetica
Enthetica é um gênero de traça pertencente à família Agonoxenidae.